# Iwaniw (Chmilnyk)
Iwaniw (ukrainisch Іванів; russisch Иванов Iwanow, polnisch Janów) ist ein Dorf im Norden der ukrainischen Oblast Odessa mit etwa 4600 Einwohnern (2001).

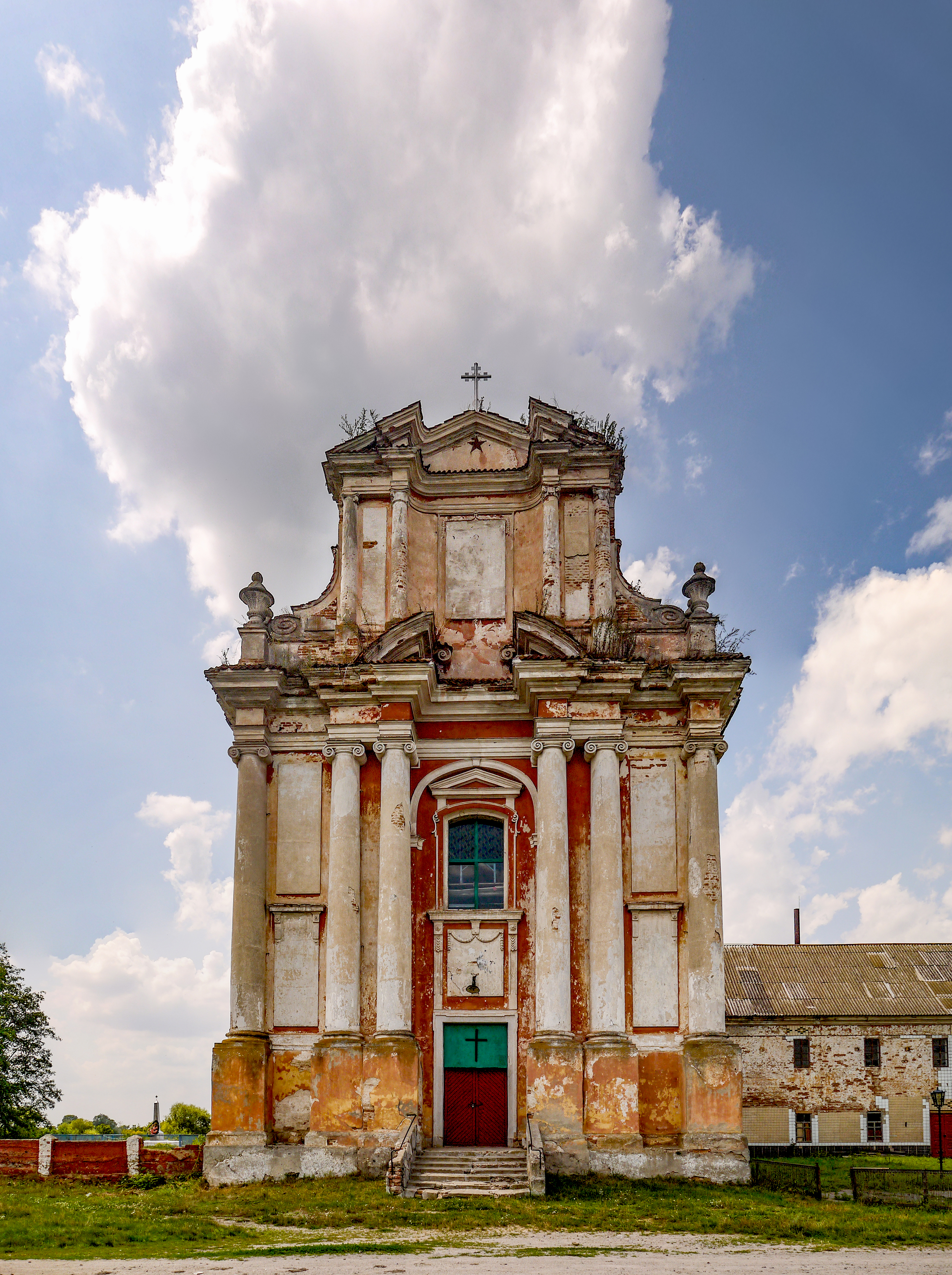
Katholische Kirche der Unbefleckten Empfängnis der Jungfrau Maria aus dem 18. Jahrhundert

## Geografische Lage
Das in Podolien gelegene Dorf befindet sich 18 km westlich vom ehemaligen Rajonzentrum Kalyniwka an der Mündung der 58 km langen Snywoda (Снивода) in den Südlichen Bug.
Südlich vom Dorf verläuft die Territorialstraße T–02–19. Das Oblastzentrum Winnyzja liegt etwa 43 km südlich vom Dorf.

## Geschichte
Die Ortschaft wurde 1537 erstmals schriftlich erwähnt und erhielt 1578 das Magdeburger Stadtrecht. Laut der Geschichte der Städte und Dörfer der Ukrainischen SSR wurde das Dorf erstmals 1703 schriftlich erwähnt.

## Verwaltungsgliederung
Am 16. Juni 2017 wurde das Dorf zum Zentrum der neugegründeten Landgemeinde Iwaniw (Іванівська сільська громада/Iwaniwska silska hromada). Zu dieser zählten auch die Dörfer Huschtschynzi, Kamjanohirka und Slobidka, bis dahin bildete es zusammen mit dem Dorf Slobidka die gleichnamige Landratsgemeinde Iwaniw (Іванівська сільська рада/Iwaniwska silska rada) im Westen des Rajons Kalyniwka.
Am 5. August 2019 kam noch das Dorf Schyhaliwka zum Gemeindegebiet, am 12. Juni 2020 dann noch die 8 in der untenstehenden Tabelle aufgelisteten Dörfer sowie die Ansiedlung Matjaschiwka zum Gemeindegebiet.
Am 17. Juli 2020 kam es im Zuge einer großen Rajonsreform zum Anschluss des Rajonsgebietes an den Rajon Chmilnyk.
Folgende Orte sind neben dem Hauptort Iwaniw Teil der Gemeinde:
| Name                     | Name               | Name                                     |
| ukrainisch transkribiert | ukrainisch         | russisch                                 |
| ------------------------ | ------------------ | ---------------------------------------- |
| Bajkiwka                 | Байківка           | Байковка (Baikowka)                      |
| Hruschkiwzi              | Грушківці          | Грушковцы (Gruschkowzy)                  |
| Huschtschynzi            | Гущинці            | Гущинцы (Guschtschinzy)                  |
| Iwanopil                 | Іванопіль          | Иванополь (Iwanopol)                     |
| Kamjanohirka             | Кам’яногірка       | Каменногорка (Kamennogorka)              |
| Majdan-Bobryk            | Майдан-Бобрик      | Майдан-Бобрик (Maidan-Bobrik)            |
| Matjaschiwka             | Матяшівка          | Матяшовка (Matjaschowka)                 |
| Pykiw                    | Пиків              | Пиков (Pikow)                            |
| Pykiwska Slobidka        | Пиківська Слобідка | Пиковская Слободка (Pikowskaja Slobodka) |
| Schepijiwka              | Шепіївка           | Шепиевка (Schepijewka)                   |
| Schyhaliwka              | Жигалівка          | Жигаловка (Schigalowka)                  |
| Slobidka                 | Слобідка           | Слободка (Slobodka)                      |
| Uladiwka                 | Уладівка           | Уладовка (Uladowka)                      |

## Söhne und Töchter der Ortschaft
- Stanisław Chołoniewski (* 23. März 1791; † 3. September 1846), polnischer katholischer Priester und Dichter
- Stefan Witwicki (* 13. September 1801; † 15. April 1847), polnischer Dichter

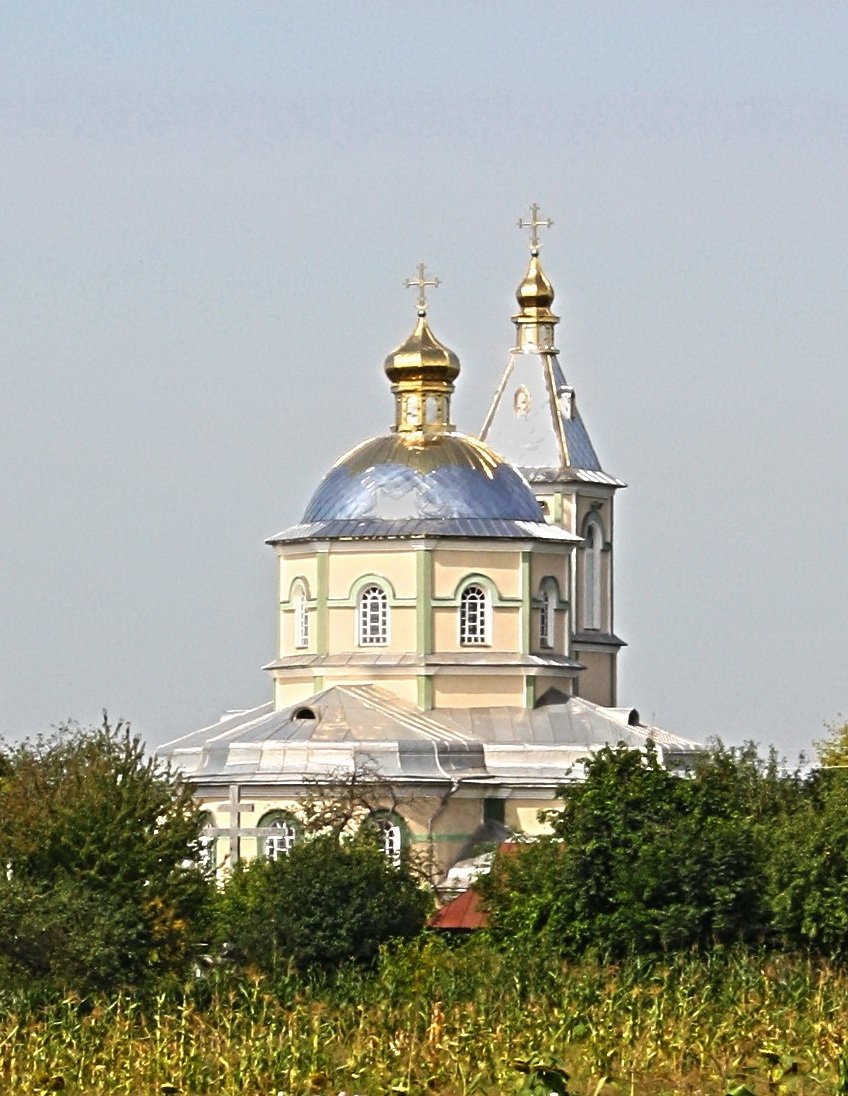
Janiwska-Kirche
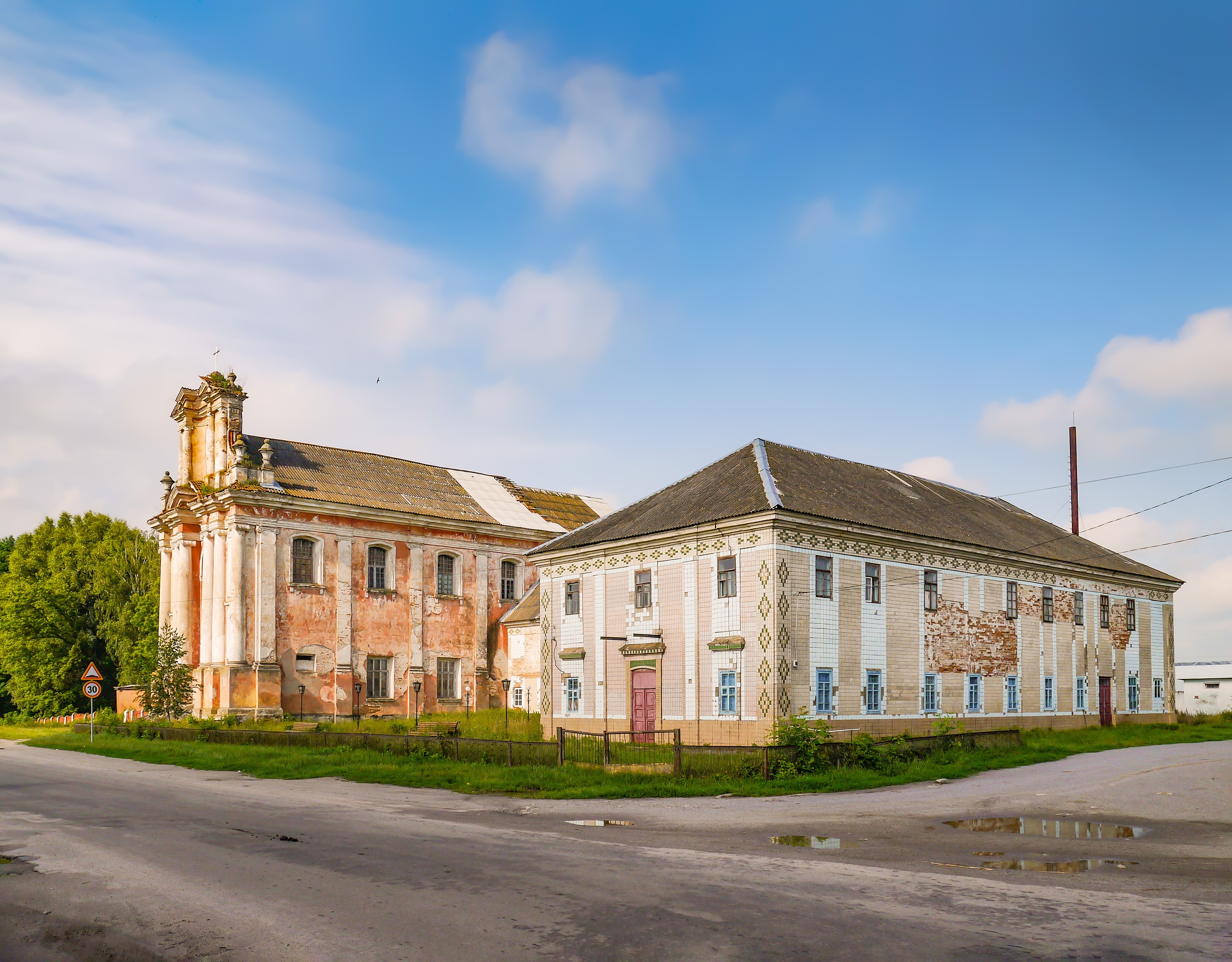
Kulturdenkmal Bernardiner-Kloster im Ort
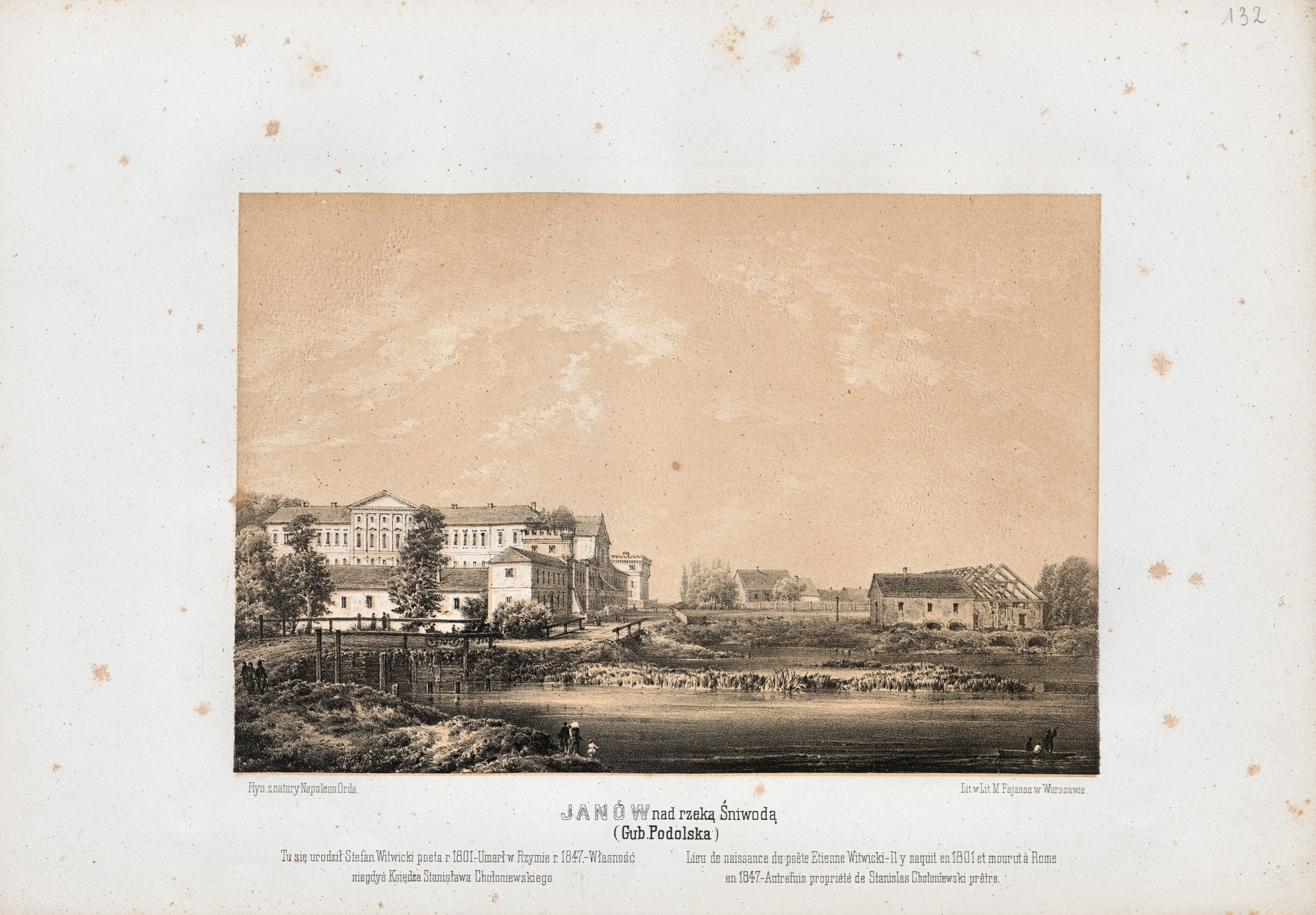
Alte Ortsansicht von Napoleon Orda
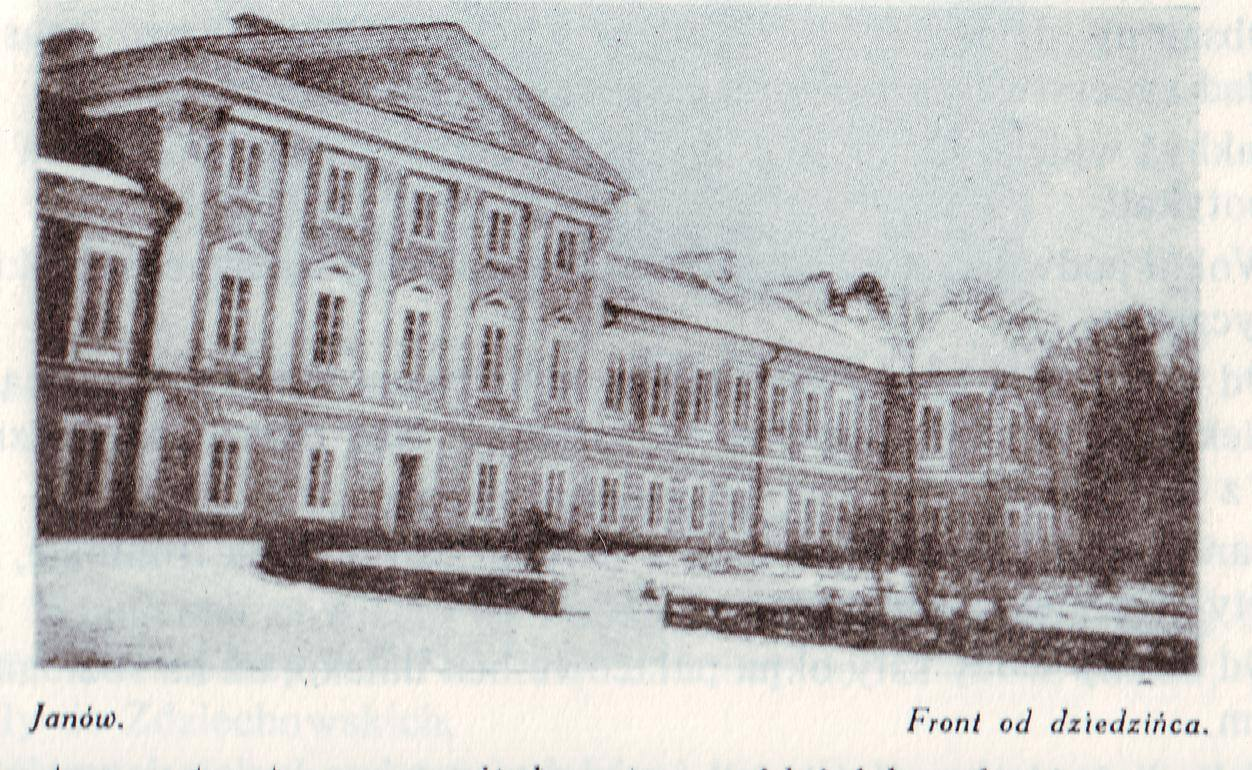
Iwaniw vor 1928
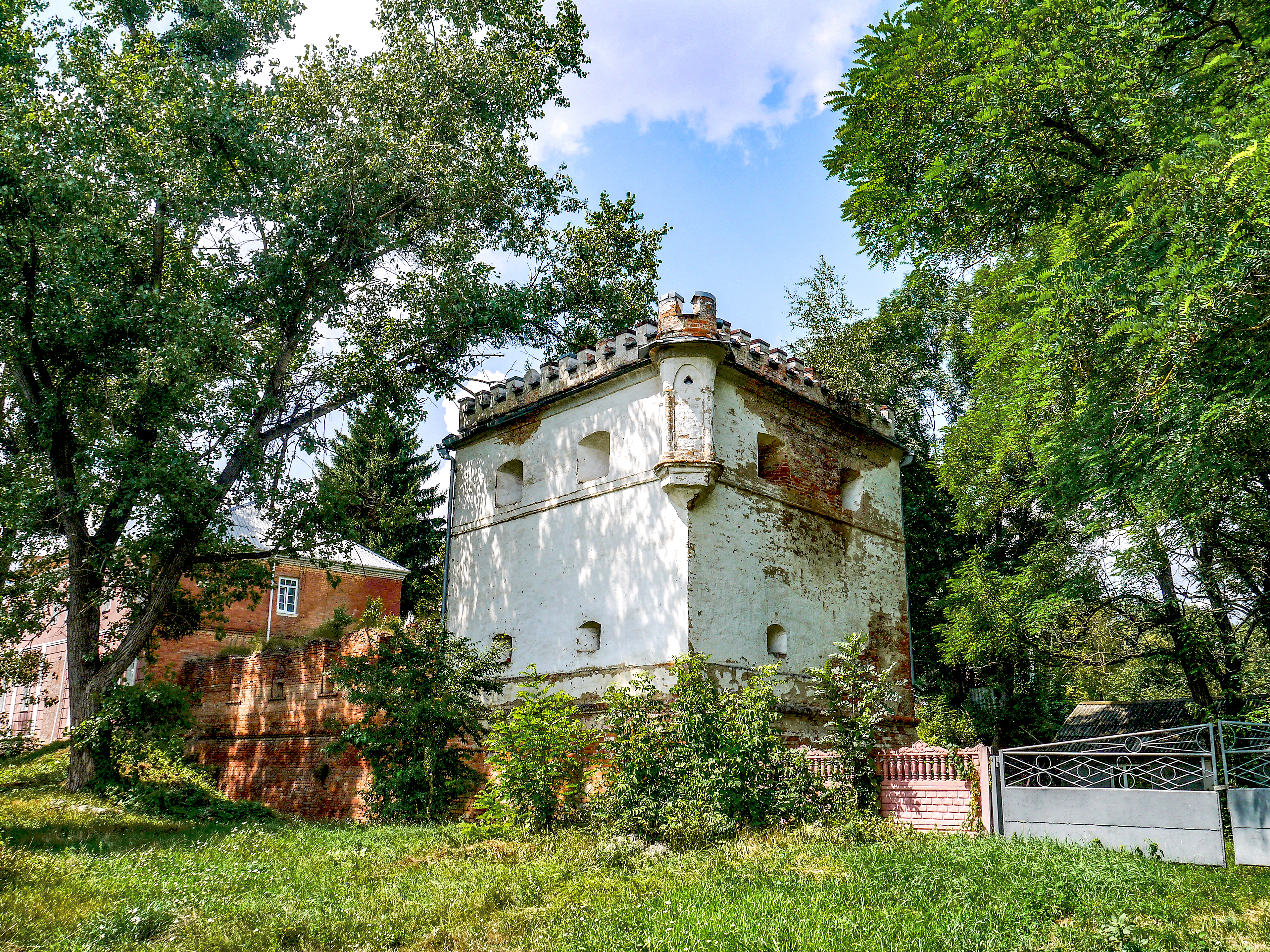
Chołoniewski-Schloss in Iwaniw